# Höfer (Allemagne)
Pour les articles homonymes, voir Höfer.
Höfer est une commune de l'arrondissement de Celle (Land de Basse-Saxe, Allemagne).

## Géographie
Höfer est situé à environ 4 km au sud d'Eschede, à 20 km au nord-est de  Celle et 55 km de Hanovre.
La commune regroupe les quartiers de Höfer, Ohe et Aschenberg.

## Histoire
Pour assurer son salut, le riche clergé obtient Höfer en concession de la part de Henri II du Saint-Empire en 1022.
Un grand incendie ravage le village le 6 décembre 1907.

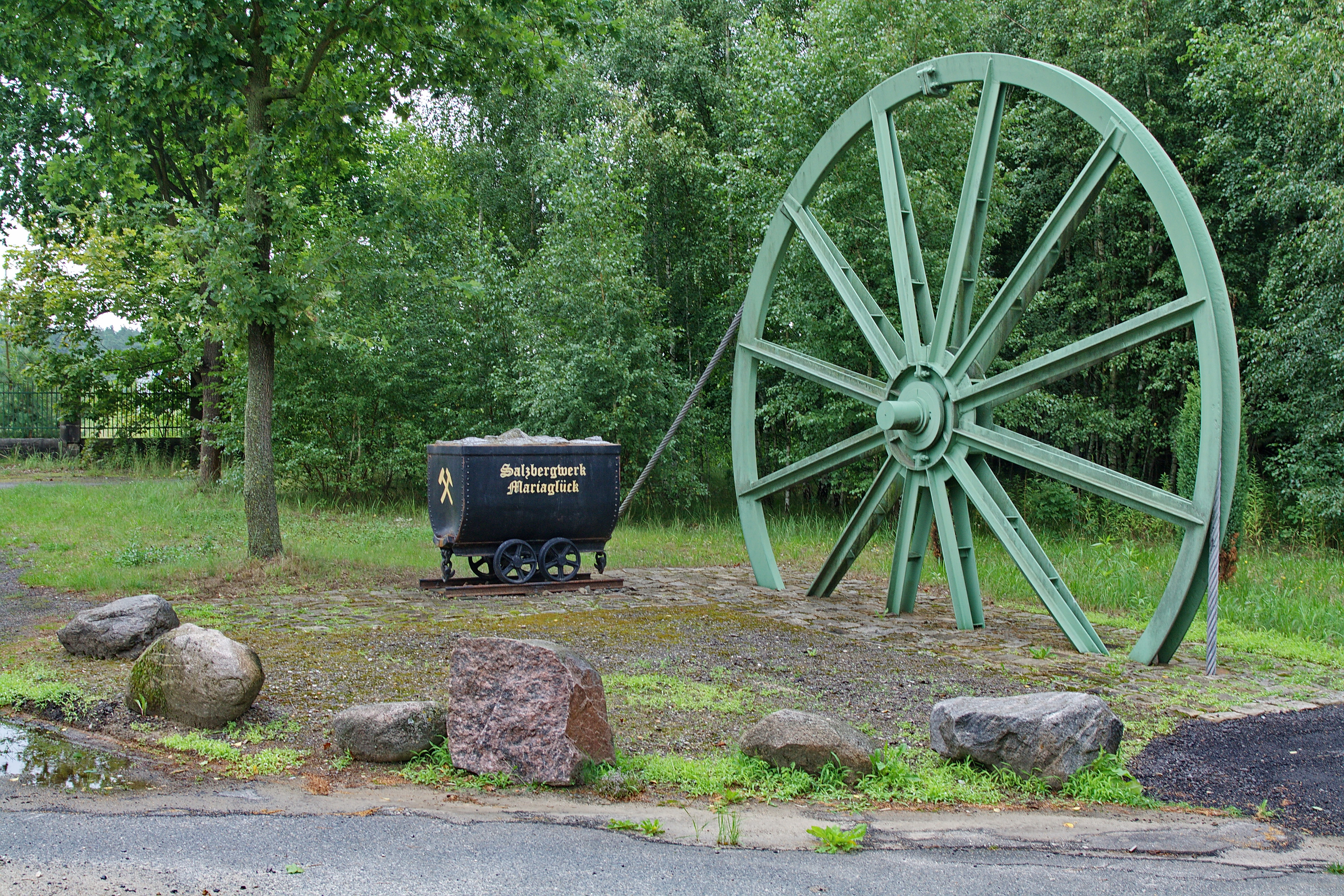
Monument pour la mine

Durant la Seconde Guerre mondiale, on cache dans la fosse de la mine de Mariaglück des bibliothèques et des archives.

### La mine de sel
À Höfer se trouvent les vestiges de la mine de Mariaglück active jusqu'en 1970 pour récolter de la potasse. En août 2008, la société K+S annonce vouloir remplir le puits abandonné avec des produits à base de tritium radioactif à l'exemple de la mine d'Asse mais aussi de solutions provenant de l'incinération et l'élimination de déchets comprenant des métaux lourds. Une mobilisation d'habitants proteste. En avril 2009, le tribunal de Lunebourg s'oppose au projet,.

## Source, notes et références
1. ↑  Bauchmüller, Michael; Wiegand, Ralf, „Verstrahlte Lauge nach Celle transportiert“, „Süddeutsche Zeitung“, 13. August 2008, S. 5.
2. ↑  www.landgericht-lueneburg.niedersachsen.de.
3. ↑  www.taz.de.

- (de) Cet article est partiellement ou en totalité issu de l’article de Wikipédia en allemand intitulé « Höfer » (voir la liste des auteurs).